# Matías Vecino
Matías Vecino Falero (ur. 24 sierpnia 1991 w San Jacinto) – urugwajski piłkarz, występujący na pozycji środkowego pomocnika we włoskim klubie S.S. Lazio oraz w reprezentacji Urugwaju. Wychowanek Central Español, w swojej karierze grał także w takich zespołach jak Nacional, Cagliari Calcio, Empoli FC, ACF Fiorentina oraz Inter Mediolan. Posiada także obywatelstwo włoskie.